# Маян, Маржори
Маржори Маян (фр. Marjorie Mayans, родилась 17 ноября 1990 года в Трамбле-ан-Франс) — французская регбистка, играющая на позиции центра и фланкера. Бронзовый призёр чемпионата мира по регби-15 2017 года, серебряный призёр чемпионата мира по регби-7 2018 года.

## Биография
Окончила Университет Тулуза 1 (юридический факультет, отделение уголовного права). Выступает за команду «Бланьяк» (ранее была известна как «Сент-Оран»). Дебютную игру за сборную провела 29 октября 2011 года против Италии.
В составе сборной Франции по регби-15 выиграла в 2014 и 2018 годах «большой шлем» Кубка шести наций. Выступала со сборной Франции на чемпионатах мира 2014 (бронзовый призёр) и 2017 годов (бронзовый призёр, занесла две попытки).
В составе сборной Франции по регби-7 играла на чемпионатах мира в Москве 2013 года и Сан-Франциско 2018 года (серебряная медаль). В 2016 году выступала на Олимпиаде в Рио-де-Жанейро (пять игр, попытка в ворота Испании).
Выступает на позиции центра и столба, в защите славится отличной игрой, за что получила прозвища «Блондинка-разрушитель» и «Дама захватов».